# La Cruz de Loreto
La Cruz de Loreto es una localidad del estado mexicano de Jalisco. Es parte del municipio de Tomatlán.

## Demografía
| Gráfica de evolución demográfica |
|                                  |

| Censo | Población |
| ----- | --------- |
| 1940  | 21        |
| 1950  | 138       |
| 1960  | 504       |
| 1970  | 773       |
| 1980  | 1 312     |
| 1990  | 1 462     |
| 2000  | 1 736     |
| 2010  | 1 908     |
| 2020  | 1 819     |